# یواس‌اس وایلدکت (ای‌دبلیو-۲)
یواس‌اس وایلدکت (ای‌دبلیو-۲) (به انگلیسی: USS Wildcat (AW-2)) یک کشتی بود که طول آن ۴۴۱ فوت ۶ اینچ (۱۳۴٫۵۷ متر) بود. این کشتی در سال ۱۹۴۴ ساخته شد.